# 教王院 (館林市)
教王院（きょうおういん）は、群馬県館林市にある真言宗豊山派の寺院。

## 歴史
1560年（永禄3年）、永澄によって開山された。その後徳川綱吉が館林藩の藩主となった際に「御目見得」の格式を受けている。綱吉が江戸幕府第5代将軍になった後、館林藩は幕末までに数家の大名が入封して藩主となっているが、当院は家臣たちの菩提寺となっている。
1877年（明治10年）に火災に遭ったため、1907年（明治40年）に西にあった「地蔵堂」を合併して本堂に転用した。現在の本堂は2000年（平成12年）に新築されたものである。

## 交通アクセス
- 路線バス館林市役所前停留所より徒歩17分。